# معهد البحرين للدراسات المصرفية والمالية
معهد البحرين للدراسات المصرفية والمالية (BIBF)، هو معهد شبه حكومي للتعليم العالي يقع في منطقة خليج البحرين شمال المنامة، عاصمة مملكة البحرين، تأسس المركز عام 1981 باسم مركز تدريب مصرفيي البحرين، وهو تابع لمصرف البحرين المركزي ويقدم أكثر من 400 دورة تدريبية متنوعة في الأعمال المصرفية، والمحاسبة، والتمويل الإسلامي، والتأمين، وتقانة المعلومات، والتسويق، يعتبر المعهد مسؤولاً إلى حد كبير عن بحرنة القطاع المالي في البلاد، وهي تابعة لجامعة بانغور.

## تاريخ
قام المعهد منذ تأسيسه بتدريب أكثر من 100 ألف طالب في دوراته المختلفة.

## المرافق
يقع الحرم الجامعي للمعهد في منطقة خليج البحرين، شمال العاصمة البحرينية المنامة، ويتكون الحرم الجامعي من مبنى يحتوي في حد ذاته على 26 فصلاً دراسيًا و4 مختبرات للكمبيوتر، بالإضافة إلى ذلك، يستضيف الحرم الجامعي مركز بيرسون للنشر، وقاعة ندوات تتسع لـ 80 مقعدًا، وصالة للطلاب ومقهى.
وقد افتتح حرمه الجامعي في خليج البحرين يوم 11 يناير 2022، يمتد المبنى عند على مساحة 23 ألف متر مربع ويتكون من 9 طوابق منفصلة و50 قاعة محاضرات وقاعة تتسع لـ 400 طالب، تم تصميم الحرم الجامعي الجديد من قبل شركة جلف هاوس للهندسة، وكان موقعه الأصلي في منطقة الجفير.